# Gabriele Tergit
Gabriele Tergit, pseudoniem van Elise Hirschmann (Berlijn, 4 maart 1894 - Londen, 25 juli 1982), was een in Duitsland geboren Duits-Britse schrijfster en journaliste van Joodse herkomst.

## Leven
Tergit werd geboren in een welgesteld Joods fabrikantengezin. Ze studeerde geschiedenis en filosofie aan de universiteiten van Berlijn, München, Heidelberg en Frankfurt am Main en promoveerde in 1923 op een proefschrift over de natuurwetenschapper en democratische politicus Carl Vogt. Na haar studies richtte ze zich uiteindelijk toch weer op de journalistiek. Van 1924 tot 1933 werkte ze als rechtbankverslaggeefster voor meerdere Berlijnse kranten, waarbij ze zich sociaal-kritisch opstelde ten opzichte van de rechterlijke macht. Ook droeg ze regelmatig bij aan het anti-facistische weekblad Die Weltbühne.
Na de machtsovername door de nazi's in 1933 week Tergit via Tsjecho-Slowakije uit naar Palestina, waarover ze een nooit uitgegeven negatief-kritisch boek schreef ("ik heb een journalistiek boek over Palestina geschreven, meer contra dan pro", schreef ze later aan haar uitgever: "ik kan geen enkele vorm van nationalisme uitstaan"). Vanaf 1938 zou ze zich met haar man en zoon definitief in Londen vestigen. Van 1957 tot 1981 was ze secretaris van de Duitstalige afdeling van PEN International.
Tergit overleed in 1982 op 88-jarige leeftijd. In Berlijn, nabij de Potsdamer Platz, werd in 1998 een promenade naar haar genoemd.

## Werk
Tergit publiceerde in 1915 haar eerste journalistieke artikel in een themanummer van het Berliner Tageblatt over "Frauendienstjahr und Berufsbildung". Tijdens haar studententijd, begin jaren 1920, schreef ze ook enkele niet uitgegeven feuilletons voor Berlijnse dagbladen. In 1932 verscheen haar eerste roman Käsebier erobert den Kurfürstendamm, een satire over een onbekende volkszanger die door de media groot wordt gemaakt, om tragisch te eindigen tijdens een economische crisis.
Tergits tweede roman, Effingers, waaraan ze vanaf 1931 had gewerkt, verscheen in 1951 in Duitsland. In dit werk schildert ze het lot van een drietal sociaal met elkaar verweven Joodse families uit Berlijn, over vier generaties, in de periode 1878-1948. Opvallend is dat het woord 'Joods' in de eerste helft van de roman nauwelijks genoemd wordt, maar pas met de opkomst van het nazisme een duidelijke nadruk krijgt. Het boek viel bij verschijnen in het toenmalige Duitsland nog niet in goede aarde en kreeg weinig aandacht. Nadat ze tijdens de Berliner Festspiele van 1977 werd uitgeroepen tot herontdekking van het jaar kwam ze als schrijfster opnieuw onder de aandacht.
Kort na Tergits overlijden verschenen haar memoires en later nog wat korter werk en verzamelbundels van journalistieke artikelen. In het 'Deutsches Literaturarchiv' bevond zich lange tijd nog een onuitgegeven roman van haar hand met de titel So war’s eben. In 2021 uitgegeven als 'So war’s eben. Roman. Mit einem Nachwort von Nicole Henneberg. Schöffling, Frankfurt am Main 2021, ISBN 978-3-89561-474-3.
Deze drie romans van Tergit zijn inmiddels ook in het Nederlands vertaald.